# Astromerítis
 (juillet 2023).
La mise en forme du texte ne suit pas les recommandations de Wikipédia : il faut le « wikifier ».
Les points d'amélioration suivants sont les cas les plus fréquents. Le détail des points à revoir est peut-être précisé sur la page de discussion.
- Les titres sont pré-formatés par le logiciel. Ils ne sont ni en capitales, ni en gras.
- Le texte ne doit pas être écrit en capitales (les noms de famille non plus), ni en gras, ni en italique, ni en « petit »…
- Le gras n'est utilisé que pour surligner le titre de l'article dans l'introduction, une seule fois.
- L'italique est rarement utilisé : mots en langue étrangère, titres d'œuvres, noms de bateaux, etc.
- Les citations ne sont pas en italique mais en corps de texte normal. Elles sont entourées par des guillemets français : « et ».
- Les listes à puces sont à éviter, des paragraphes rédigés étant largement préférés. Les tableaux sont à réserver à la présentation de données structurées (résultats, etc.).
- Les appels de note de bas de page (petits chiffres en exposant, introduits par l'outil «  Source ») sont à placer entre la fin de phrase et le point final[comme ça].
- Les liens internes (vers d'autres articles de Wikipédia) sont à choisir avec parcimonie. Créez des liens vers des articles approfondissant le sujet. Les termes génériques sans rapport avec le sujet sont à éviter, ainsi que les répétitions de liens vers un même terme.
- Les liens externes sont à placer uniquement dans une section « Liens externes », à la fin de l'article. Ces liens sont à choisir avec parcimonie suivant les règles définies. Si un lien sert de source à l'article, son insertion dans le texte est à faire par les notes de bas de page.
- La présentation des références doit suivre les conventions bibliographiques. Il est recommandé d'utiliser les modèles {{Ouvrage}}, {{Chapitre}}, {{Article}}, {{Lien web}} et/ou {{Bibliographie}}. Le mode d'édition visuel peut mettre en forme automatiquement les références.
- Insérer une infobox (cadre d'informations à droite) n'est pas obligatoire pour parachever la mise en page.

Pour une aide détaillée, merci de consulter Aide:Wikification.
Si vous pensez que ces points ont été résolus, vous pouvez retirer ce bandeau et améliorer la mise en forme d'un autre article.
Astromeritís (grec moderne : Αστρομερίτης prononcé Astromeritis) est un grand village du département de Morphou situé dans le district de Nicosie à Chypre.
Au recensement de 2011, il comptait 2 307 habitants.

## Géographie

### Localisation
Astromeritis est un village du district de Nicosie. Il est situé à environ 30 km, à l'ouest de Nicosie, juste au sud de zone tampon de l'ONU à Chypre.. Les villages voisins sont Peristerona et Potami tandis que l'on retrouve au nord les villages occupés de Zodia et Katokopia.

### Géologie et relief
Le village est construit à une altitude moyenne de 160 mètres au-dessus du niveau de la mer, sur la plaine de la Mésorée (appelée localement Plaine de Morphou).

### Climat
Le climat est semi-aride (classification de Köppen : Bsh). Les étés sont chauds et secs, pouvant atteindre plus de 40 °C. Les hivers sont doux avec un minimum d'environ 5 °C. Le climat est parfaitement idéal pour réaliser de l'agriculture tournée vers les agrumes.
| Mois                                | jan. | fév. | mars | avril | mai  | juin | jui. | août | sep. | oct. | nov. | déc. | année |
| ----------------------------------- | ---- | ---- | ---- | ----- | ---- | ---- | ---- | ---- | ---- | ---- | ---- | ---- | ----- |
| Température minimale moyenne (°C)   | 5,4  | 5,7  | 7,2  | 10,6  | 14,6 | 18,9 | 21,6 | 21,3 | 18,6 | 14,7 | 10,1 | 7,1  | 13    |
| Température maximale moyenne (°C)   | 15,3 | 16,2 | 19,2 | 24,2  | 29,3 | 33,8 | 36,6 | 36,9 | 33,4 | 28,1 | 22,1 | 13,9 | 26    |
| Précipitations (mm)                 | 51   | 51   | 38   | 24    | 24   | 6    | 2    | 6    | 9    | 21   | 33   | 59   | 324   |
| Nombre de jours avec précipitations | 11   | 10   | 8    | 5     | 3    | 1    | 1    | 1    | 1    | 4    | 6    | 11   | 66    |

## Urbanisme
Le village d'origine d'Astromeritis se compose de bâtiments en briques et de rues pavées. Il y a des cadres en calcaire sculpté autour de l'entrée des maisons. Il reste encore quelques maisons typiques avec deux chambres, cuisine, solaire, cour pavée, écurie, grange, puits, enclos, entrepôt, four, le tout entouré d'un haut mur.
Récemment, le village a commencé à s'étendre le long de la route principale Nicosie-Troodos, avec ces constructions modernes. Des bâtiments permanents et temporaires ont également été créés afin de desservir les passants.
A l'ouest du village, deux camp de réfugiés ont été créés, abritant plusieurs personnes déplacées par l'invasion turque de Chypre, en particulier des villages voisins de la région de Morphou. Ces camps, pérennisés et construits en dur comprennent aujourd'hui 76 résidences.

### Transports
Astromeritis est l'emplacement de l'un des six passages de facto à travers la zone tampon de l'ONU entre la zone effectivement contrôlée par la république de Chypre et le la zone occupée au nord de Chypre. La ville du côté nord de la frontière est Zodeia. Le passage est réservé à la circulation automobile. Ce point de passage de facto est ouvert depuis 2005.
En ce qui concerne le transport, Astromeritis occupe une place de hub entre Nicosie d'une part et Morphou.

## Histoire
Le village apparaît sur les cartes vénitiennes sous le nom d'Astromoriti et était un fief à l'époque franque.
Lors de la rébellion chypriote face aux britanniques, des combats eurent lieu dans la localité. Le soir du 18 octobre 1958, lors d'une réunion des cadres locaux de l'EOKA à Astromeritis, une embuscade fut planifiée par ces derniers dans le but de neutraliser les auxiliaires turcs qui collaboraient avec les Britanniques, ainsi que d'exécuter l'interrogateur et tortionnaire anglais Ennis. Le groupe rebelle, composé de 4 membres, incluant  fut chargé de mener à bien cette opération. Cependant, à l'aube, le village fut encerclé par des troupes anglaises (on ignore s'il s'agissait d'une trahison ou si les troupes étaient simplement en mission de routine). Face à cette situation, les combattants rebelles décidèrent de se préparer au combat après avoir brûlé tous les documents de l'organisation qu'ils avaient en leur possession. Toutefois, la propriétaire de la maison où ils se cachaient intervint, craignant pour la vie de ses jeunes enfants. En conséquence, les rebelles choisirent de se déplacer vers une grange voisine pour mener leur lutte à partir de là. Lorsqu'ils quittèrent l'arrière de la maison, ils furent repérés. Un des rebelles, Georgios Karyos, qui avait pris du retard, fut touché par des tirs et gravement blessé. Il succomba à ses blessures. Le reste du groupe rebelle fut arrêté par les troupes anglaises. Un buste a été érigé en son hommage dans le village.
Le village a agrandi sa superficie après l'invasion turque en 1974. Situé au sud de la ligne de démarcation, le village a accueilli deux camps de réfugiés qui se sont pérennisés.

### Toponymie
Il existe plusieurs versions concernant la toponymie du village :
- Selon la première version, les Asinéens ont quitté Asinè dans le Péloponnèse et ont fondé la ville d'Asinou, à Chypre. Près d'Asinou, dans le Péloponnèse, se trouve le petit village d'Astromeri et la ville d'Astros. Certains habitants d'Astros ou Astromeri se sont réunis avec les Asinai et ont fondé le village d'Astromeriti.
- Une deuxième version dit qu'Astromeritis tire son nom des habitants de Pitsídia, qui sont partis à midi de leur village et sont arrivés dans notre village, dès que la première étoile (astro en grec) est apparue dans le ciel.
- Selon la troisième version, le nom du village proviendrait d'une vieille histoire, qui disait que les villageois allaient aux puits pour puiser de l'eau. C'était le soir et l'ombre des étoiles brillait à travers l'eau. Les habitants pensèrent alors qu'il y avait des étoiles dans le puits et essayèrent de les faire sortir, mais bien sûr ils n'y parvinrent pas. C'est ainsi qu'ils nommèrent le village Astromeritis[3].

### Logo de la municipalité

Logo de l'administration publique du village

Le logo de l'administration publique du village reprend le thème de l'étoile (astéri en grec moderne), dans une sorte de bouclier.
Est inscrit à sa droite en grec "Αστρομερίτης", soit le nom du village, Astromeritis.

## Population et société

### Démographie
| Année | Population |
| ----- | ---------- |
| 1881  | 437        |
| 1891  | 507        |
| 1901  | 593        |
| 1911  | 617        |
| 1921  | 675        |
| 1931  | 789        |
| 1946  | 794        |
| 1960  | 1005       |
| 1973  | 1130       |
| 1976  | 1416       |
| 1982  | 2062       |
| 1992  | 2325       |
| 2001  | 2347       |
| 2011  | 2307       |

### Enseignement
Il y a une école primaire dans le village avec environ 220 élèves et 18 enseignants. Le groupe scolaire accueille également une classe maternelle.

## Économie

### Activités locales

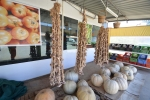
Table avec des agrumes locaux

La plupart des habitants sont actifs dans l'agriculture et l'élevage. À Astromeritis, il existe de nombreux vergers, en raison de la présence d'eau souterraine. Les principales cultures sont les agrumes.
L'existence de l'usine SEDIGEP, qui s'occupe du conditionnement et de la transformation des produits agricoles, a contribué au développement agricole du village et de toute la région. Il y a aussi une fabrique de vêtements. Les différentes usines emploient un grand nombre d'habitants.
Dans le village, il y a toutes plusieurs magasins, des stations-service et des supermarchés.

### Activités à Nicosie
En raison de sa proximité avec Nicosie, de nombreux habitants effectue le trajet entre le village et la capitale pour se rendre au travail.

## Culture locale et patrimoine

### Patrimoine religieux
Lorsque l'église a été construite en 1875, elle était presque en dehors du village et éloignée des maisons des habitants, car les gens avaient peur de vivre près de l'église. De nos jours, le village s'est étendu et en raison du manque d'espace, les habitants ont commencé à construire leurs maisons près de l'église. Ainsi, l'église est maintenant entourée de nombreuses maisons.
C'est une grande basilique qui peut accueillir 300 personnes. L'église est construite en pierre et sa couleur est grise. Elle a été récemment rénovée et repeinte. La cour est grande, pavée de ciment et clôturée. L'ancien clocher a été démoli et un nouveau a été construit avec trois cloches électroniques.
Quelques peintures murales ont été réalisées récemment à l'intérieur de l'église. Les peintures représentent Panagia Platitera et tous les hiérarques. L'iconostase est très ancienne mais en très bon état. C'est l'une des trois du genre à Chypre. Sur l'iconostase se trouve une représentation de vignobles. Les deux autres iconostases se trouvent à Akanthou et au monastère de Machairas.
Au-dessus de l'iconostase, il y a une zone de miniatures, le cycle festif, et quelques autres miniatures de plusieurs saints. Au-dessus des miniatures, il y a 19 lampes en argent qui ont été offertes par les habitants du village.
Le trône épiscopal et la chaire ont la même représentation que l'iconostase. Les deux psautiers sont en bois et ont été récemment fabriqués. L'église célèbre la messe tous les jours.
La fête de Saint Afxentios a lieu le 17 février et le 17 septembre. L'icône dédiée au Saint a été réalisée au XVIIe siècle et est conservée dans un étui spécial du côté ouest de l'église.
| - Extérieur de l'église - Intérieur de l'église avec l'autel de prières |

### Patrimoine et traditions liés au conflit chypriote
Chaque année, une marche est organisée à travers les communes de la zone de Morphou afin de rappeler à l'envahisseur turc l'opposition des villageoises à leur présence ainsi que d'exprimer le soin de pouvoir retourner dans leurs villages, actuellement occupés. En effet depuis Astromeritis, ont peut apercevoir à vue d’œil le territoire chypriote occupé.
Un mémorial sur la Invasion turque de Chypre de 1974 a été érigé dans le village.
|  |

### Galerie
| - Maison du village - Maison du village - Porte ancienne - Vue du village |